# Phòng tuyến Tam Điệp

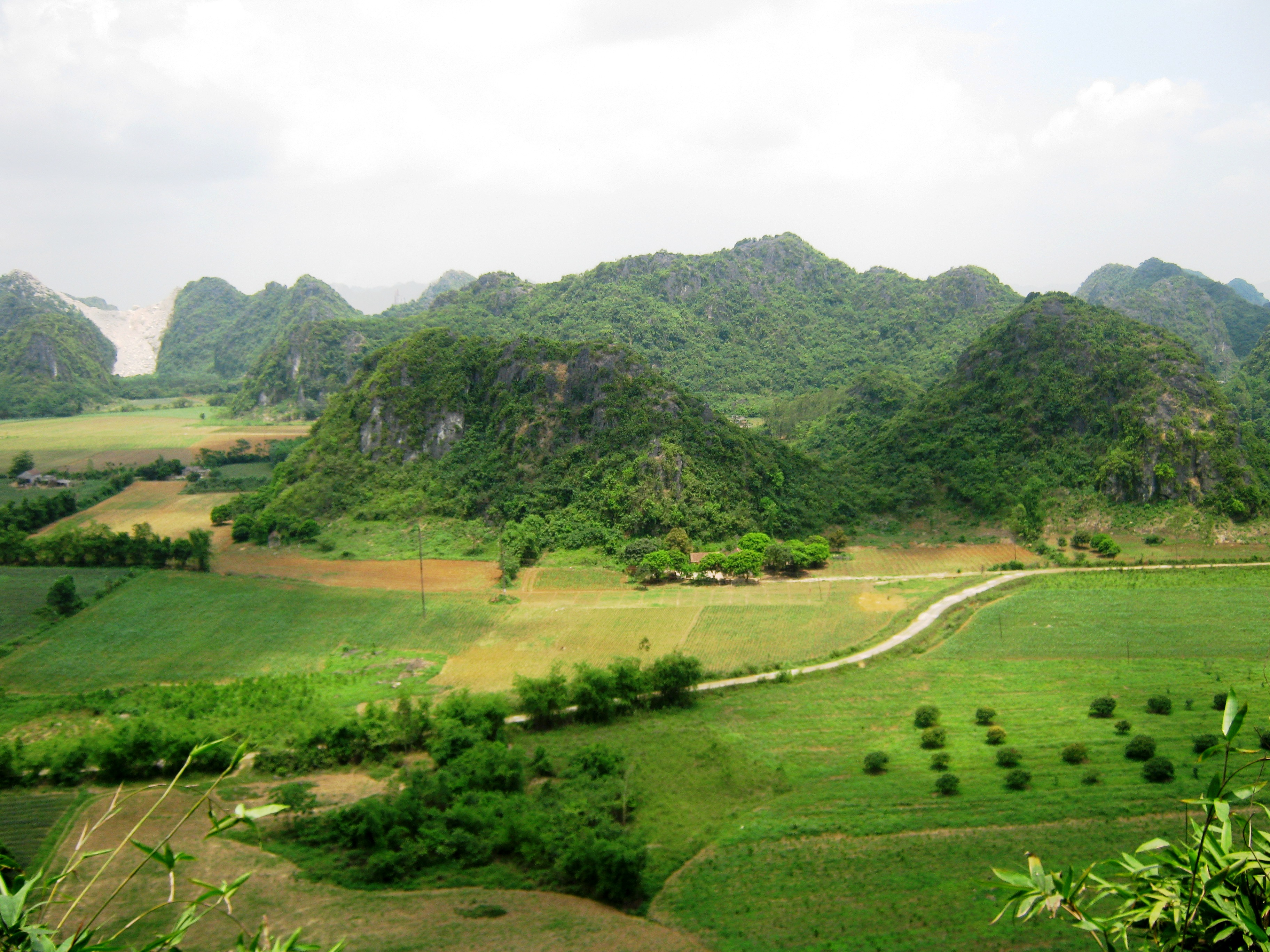
Hệ thống núi đá ở phòng tuyến Tam Điệp

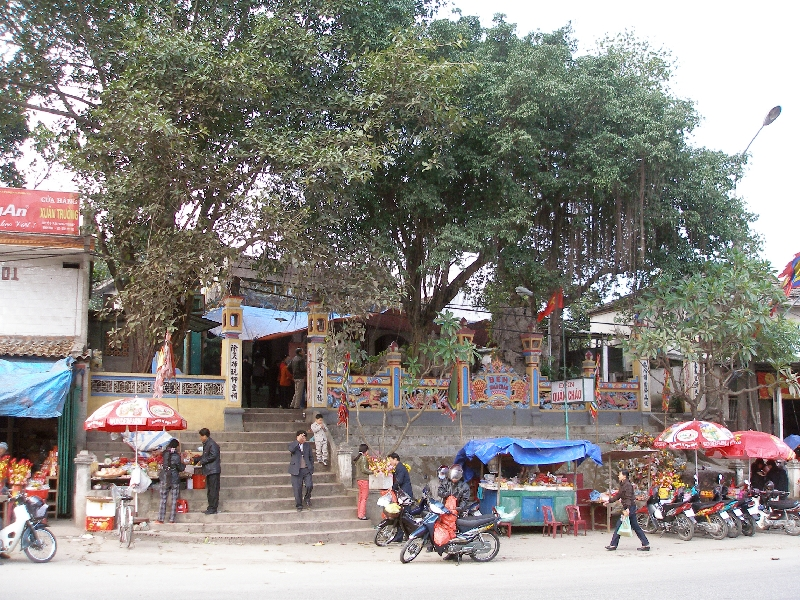
Đền Quán Cháo

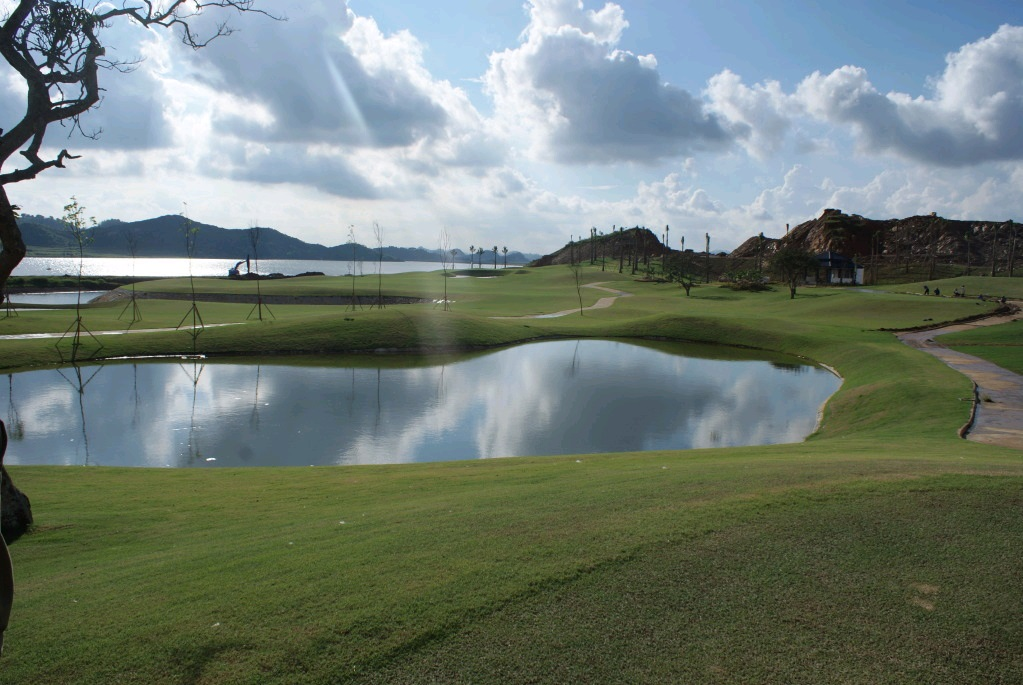
Phong cảnh hồ Yên Thắng

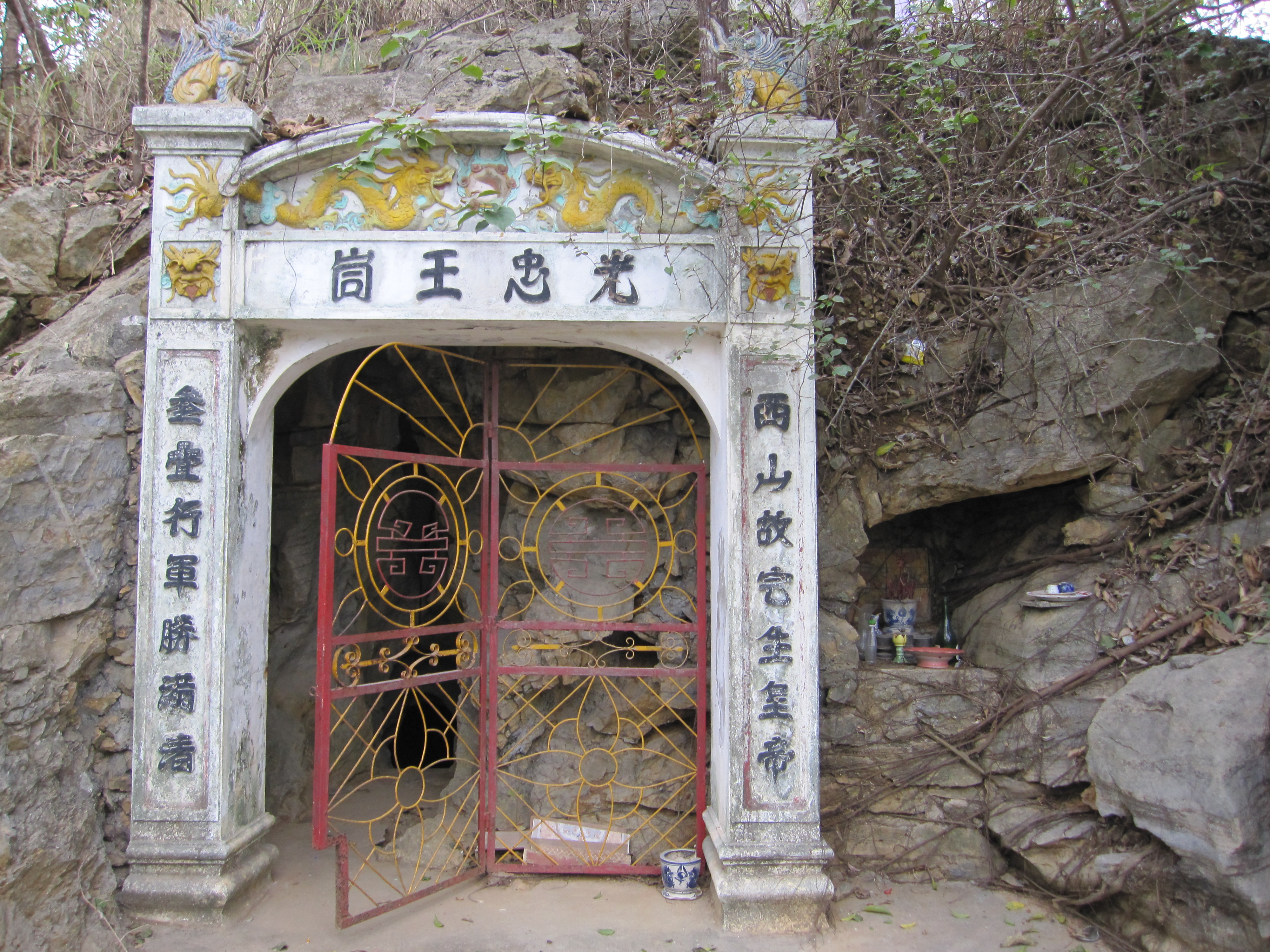
Di tích hang thờ trên núi Vương Ngự

Phòng tuyến Tam Điệp là một quần thể các di tích lịch sử ghi dấu cuộc chiến tranh giữa nghĩa quân Tây Sơn và quân Thanh. Quần thể di tích này thuộc khu vực dãy núi Tam Điệp (Ninh Bình), là ranh giới tự nhiên hiểm yếu ngăn cách miền Bắc và miền Trung Việt Nam.

## Tổng quan

### Lịch sử phòng tuyến Tam Điệp
Năm 1788, 29 vạn quân Thanh kéo sang Việt Nam, với lý do diệt Tây Sơn dựng lại nhà Hậu Lê. Ngô Thì Nhậm dùng kế chọn đèo Tam Điệp làm căn cứ quân sự ngăn cản quân Thanh. Theo đó, Ngô Văn Sở, Phan Văn Lân, Ninh Tốn rút quân từ Thăng Long về Tam Điệp. Đây là một nơi có vị trí khá hiểm trở, núi non hùng vĩ như bức tường thành án ngữ giữa hai miền. Đồi núi, thung lũng liên hoàn tạo thành khối vững chắc án ngữ Bắc-Nam, giúp Nguyễn Huệ công thủ, tiến thoái cất lương, giấu quân để mùa xuân kỷ dậu (1789) tiến ra kinh thành Thăng Long quét sạch 20 vạn quân Thanh viết nên trang sử vẻ vang của dân tộc Việt Nam. Chính Nguyễn Huệ đã từng nói với các tướng ở Tam Điệp, trước khi tiến đánh quân Thanh: 
"...Thăng Long lại là nơi bị đánh cả bốn mặt, không có sông núi để nương tựa. Năm trước ta ra đánh đất ấy, chúa Trịnh quả nhiên không thể chống nổi, đó là chứng cớ rõ ràng..."
Trong thời gian đóng quân và xây dựng căn cứ 140 ngày, Quân Tây Sơn ở Tam Điệp đã được nhân dân phủ Trường Yên ủng hộ. Nhiều tướng lĩnh Tây Sơn là người địa phương như: Đinh Huy Đạo, Ninh Tốn, Trịnh Phúc Dư... Ngày 20 tháng 12 năm Mậu Thân (15/1/1789), vua Quang Trung đã hội đại binh ở đây và dõng dạc tuyên bố: 
"Nay ta tới đây, tự đốc việc quân, đánh hay giữ đã có kế cả rồi. Chỉ trong mười ngày, thế nào cũng quét sạch quân nhà Thanh".
Ngày 30 tháng Chạp (25/1/1789), vua Quang Trung mở tiệc khao quân ở đèo Tam Điệp và tuyên bố trước ba quân:
"Nay hãy làm lễ ăn Tết Nguyên đán trước ở Tam Điệp, đợi đến ngày 7 tháng Giêng vào thành Thăng Long sẽ mở tiệc lớn..."

### Khu di tích phòng tuyến Tam Điệp
Khu di tích phòng tuyến Tam Điệp cách trung tâm thành phố Hoa Lư 20 km theo hướng đi Ninh Bình – Thanh Hoá. Đây là nơi hội quân một thời oai hùng của Quang Trung với những cái tên đèo Ba Dội, núi Gióng Than, đồi Hầu Vua, đồi Chuông, đền Cao Sơn, đền Quán Cháo, chùa Dâu... Những đồn luỹ Tam Điệp, Quèn Rẻ, Quèn Thờ, Luỹ Chẹn, Luỹ Đệm, Luỹ Đền..., ải Quang Trung, Kẽm Đó – cổ họng hiểm yếu nhất Tam Điệp...
Quần thể di tích lịch sử phòng tuyến Tam Điệp - Biện Sơn tại phường Trung Sơn được công nhận và xếp hạng gồm 2 khu:
- Khu A ở phía Tây gồm: đèo Ba Dội (đèo Tam Điệp), Kẽm Đó, lũy Quang Trung, núi Cắm Gươm, núi Cắm Cờ, núi Chong Đèn, núi Hầu Vua, Vương Ngự, gắn với di tích đền Dâu, đền Quán Cháo.
- Khu B ở phía Đông gồm: luỹ Quèn Thờ, luỹ Quang Trung, đền Quèn Thờ gắn với danh thắng động Trà Tu, hồ Yên Thắng, hồ Mừng, hồ Đoòng Đèn.

Trong quần thể di tích danh thắng trên đất Tam Điệp đầy ắp những truyền thuyết và huyền thoại văn hoá. Những địa danh, những dấu tích lịch sử hiện vẫn còn đậm nét trong tâm thức dân gian về đại quân Tây Sơn và vua Quang Trung khi dừng chân tại đây trước khi tiến quân thần tốc tiêu diệt quân Thanh xâm lược, giải phóng Thăng Long.

## Một số di tích thuộc phòng tuyến

### Hệ thống thành lũy
- Đèo Tam Điệp là tên gọi chính thức trong sử sách và địa lý cổ Việt Nam, chỉ con đường thiên lý cổ thời phong kiến từ Thăng Long vào nam, đi qua 3 đoạn đèo giữa hai tỉnh Ninh Bình và Thanh Hóa. Nó là một tổ hợp đèo trên núi Tam Điệp, chạy ra biển theo hướng tây bắc – đông nam, có 3 ngọn. Đèo có tên gọi dân gian là đèo Ba Dội, xuất hiện trong thơ Hồ Xuân Hương, trong tiếng Việt cổ có nghĩa là ba đợt, ba lớp.
- Thành cổ Tam Điệp: phía tây đường Thiên Lý, cách luỹ Tam Điệp độ 200m, còn di tích một thành luỹ cổ gọi là "Đồn Dâu" vì ở gần Đền Dâu. Thành nằm bên cạnh đường Thiên Lý, hình gần vuông, mỗi cạnh dài từ 65 - 70m. Chân thành hiện còn 7m, đoạn thành cao nhất phía tây bắc cao tới 2m. Diện tích trong thành rộng hơn 1 mẫu Bắc Bộ. Đặc biệt, ba thành phía bắc, phía đông và phía nam, khoảng giữa đắp to hơn, rộng hơn. Phía ngoài thành, cả bốn mặt đều có hào, di tích còn lại, có chỗ rộng 4m, sâu chỉ còn từ 0,70 - 1,0m. Đồn Tam Điệp thường được nhân dân địa phương gọi là Âm hồn, vì ở đây có miếu thờ âm hồn những người chết trận. Đồn lũy Tam Điệp đều có nhiệm vụ phòng vệ phía ngoài cửa ải Tam Điệp.
- Luỹ Quèn Thờ: là vùng đồi núi, rừng rú hoang vu, có nhiều hoa đào phai nở. Tương truyền khi hội quân ở đây Quang Trung thấy loài hoa rừng đẹp đã cho chặt đem về doanh trại để tạo khí thế động viện quân sĩ ăn tết sớm trước khi tiến về giải phóng Thăng Long. Hiện tại nơi đây phát triển mạnh làng nghề đào phai Tam Điệp. Luỹ nhằm chặn con đường mòn vượt qua Quèn Thờ. Luỹ nằm ở phía Đông Nam thành và cách luỹ Tam Điệp khoảng 5 km. Luỹ Quèn Thờ gồm 3 lớp từ ngoài vào trong, từ dưới thung lũng lên sườn núi, thứ tự là Luỹ Chẹn, Luỹ Đệm và Luỹ Đền. Luỹ Chẹn và Luỹ Đệm đắp bằng đất đá hỗn hợp ở dưới thung lũng. Luỹ Đền trên sườn núi, hoàn toàn kè bằng đá, di tích còn lại, chiều dài hơn 20m, cao trung bình hơn 1m.[4]
- Đường thiên lý: là tên một con đường cổ, nối hai Tam Điệp với Bỉm Sơn. Với chiều dài gần 4 Km, con đường quanh co uốn lượn qua bãi lau lách, hai bên đường là dãy núi đá sừng sững thâm nghiêm, vượt qua ba ngọn núi đất du khách đến với Nhà bia Ba dội trên đỉnh Đèo. Để phát triển du lịch, đường Thiên lý cổ trong Quần thể di tích lịch sử phòng tuyến Tam Điệp – Biện Sơn đã được phục dựng.[5]
- Kẽm đó - Ải Cửu Chân: là một dãy núi, nhìn từ xa mạch núi khép kín dần, giống như cái đó bắt cá nên có tên là Kẽm Đó hay Lỗ Đó. Phía Bắc đèo Tam Điệp, đường Thiên Lý cổ len qua một "cửa ải", hai bên mạch núi đá vôi liên tiếp và khép kín lại, chừa một lối đi như miệng đó đơm cá khổng lồ mà truyền thuyết cho rằng thần Khổng Lồ Nguyễn Minh Không đã đơm đó bắt cá ở đó. Đây là cửa ải ngăn cách giữa hai quận Giao Chỉ và Cửu Chân xưa thời thuộc Hán. Cửa ải này án ngữ con đường Thiên Lý ra Bắc vào Nam.
- Núi Chong Đèn là nơi đặt trạm gác của quân Tây Sơn, tại đây có thung Tập, gò Lệnh, gò Cắm cờ, núi Cắm gươm là nơi doanh trại quân sĩ sống và luyện tập, thung Muối, hang Lương là nơi đặt kho lương.

### Các di tích - danh thắng
- Đền thờ Quang Trung: Đền còn có tên là đền Thượng, nằm trên đỉnh núi Vương Ngự, tương truyền là nơi Hoàng đế Quang Trung đã dừng chân tại đây. Trên đường lên đền còn có các di tích khác cũng thờ Quang Trung và chùa Trung Sơn.
- Đền Dâu: thờ công chúa Liễu Hạnh, một trong tứ bất tử của điện thần Việt Nam đã hóa thân vào người con gái địa phương giúp dân trồng dâu nuôi tằm, may quần áo cho quân lính Tây Sơn. Hàng năm diễn ra lễ hội đền từ 20/2 âm lịch và kéo dài đến hết tháng 3 âm lịch.
- Đền Quán Cháo cũng là ngôi đền gắn với truyền thuyết tiên nữ nhập vào người con gái sở tại để nấu cháo dâng cho quân lính Tây Sơn trước giờ xung trận.
- Đền Quèn Thờ: nằm ở lũy Quèn Thờ, còn có tên là đền Cao Sơn vì thờ thần Cao Sơn - trấn ngự vùng núi phía tây Hoa Lư tứ trấn từ thời Đinh. Theo thần tích, năm xưa khi thân chinh ra Bắc, vua Quang Trung đã lên thắp hương xin kế phá giặc ở đây. Tương truyền ngôi đền thờ thần Cao Sơn trước đó ở giữa lưng chừng núi. Vua Quang Trung đã được thần báo mộng và nhắc nhở xây đền lên đỉnh núi nếu thắng trận. Sau khi thắng trận vị vua này đã cho di rời Đền lên đỉnh núi.
- Động Trà Tu: Động Trà Tu còn có tên là Động Lễ, thuộc xã Đông Sơn. Vượt qua Quèn Thờ, đi bộ 4 km đường rừng quanh co, vượt qua các thung lũng và triền núi, vào tới một chiếc động đẹp tuyệt vời. Động rộng rãi, thoáng mát, rộng độ hơn 200m2, có xây bệ thờ Phật, và những "gian" động khuất khúc bên trong. Tương truyền rằng, ở đây có loại thuốc tiên gọi là "linh đan" được sinh ra từ các nhũ đá, có thể chữa bách bệnh. Đây là một nhóm hang động động còn giữ được nhiều nhũ đá tự nhiên, có dấu tích của con người thời kỳ văn hóa Hòa Bình, Bắc Sơn như hang Mo, hang Trâu, hang Cò, hang Khỉ.v.v. Cửa động quay về hướng đông bắc. Động có hai hang là hang Sáng và hang Tối. Hang Sáng ở bên ngoài, cửa động nhỏ, rộng 7m, cao hơn 5 m, bên trong như một cái dù cao khoảng 15 m, sâu gần 30 m có nhũ đá rủ xuống hình quả phật thủ, ngà voi, những con rồng, con trăn, con rắn, đàn rùa v.v. Từ hang Sáng có lối ở bên phải hang vào hang Tối, một ngách núi như một đường hầm khổng lồ dài hơn 100m. Từng đoạn lại có ngách rẽ trái, rẽ phải, có hai vách đá tách ra tạo thành đường lên trời, có ngách ăn sâu xuống thăm thẳm như đường xuống âm phủ. Nước ở nhũ đá rỏ xuống làm cho không khí mát lạnh.
- Hồ Yên Thắng: Là một hồ nước lớn ở phường Yên Thắng. Tại đây đang xây dựng khu liên hợp thể thao hồ Yên Thắng rộng 773 ha với sân Golf quy mô 54 lỗ.
- Hồ Đoòng Đèn  diện tích 30 ha, hồ rộng và đẹp, giữa hồ có ngọn núi Lồng Đèn. Tương truyền trên đỉnh núi có ngọn đèn thắp sáng liên tục hàng đêm soi rọi cho cả một vùng rộng lớn.

### Địa danh khác
Tại lũy Tam Điệp, hiện vẫn còn các di tích: Bãi luyện quân, Gò Tập, Gò Cắm cờ, Lũy Quang Trung, Núi Hộ thành Quang Trung, Núi Bàn cờ Quang Trung, Đồn Dâu (còn gọi đồn Tam Điệp), Thành Tam Điệp, Bảo Lý Nhân, Đồn lính trú cổ triều. Vùng thành phố Tam Điệp hiện nay còn có những địa danh liên quan đến Quang Trung và quân Tây Sơn, như: Núi Vương Ngự (nơi Quang Trung đứng duyệt quân), Núi Ngô Công – nơi Ngô Văn Sở đóng, Núi Mưu Công – nơi Quang Trung họp với bộ tham mưu, Núi Vàng Mẹ, Vàng Con – nơi Quang Trung đốt hương, vàng tế Trời Đất; Núi Chong Đèn – nơi quân lính đốt đèn canh gác; Núi Dóng Than – nơi đốt khói làm hiệu; Núi Voi Phục – nơi một con voi Tây Sơn nằm lại trên đường tiến quân,...